# Приборовое
Приборовое — село в Волчихинском районе Алтайского края. Входит в состав Востровского сельсовета.

## История
Село Приборовое основано в 1994 г.

## Население
| 1997 | 1998 | 1999 | 2000 | 2010 | 2012 | 2013 |
| ---- | ---- | ---- | ---- | ---- | ---- | ---- |
| 409  | ↗425 | ↗444 | ↗448 | ↘375 | →375 | ↘372 |